# Krzyżowa (Beskid Sądecki)
Krzyżowa lub Uzda (812 m) – szczyt wznoszący się ponad Krynicą. Znajduje się w Paśmie Jaworzyny Beskidu Sądeckiego, w grzbiecie oddzielającym dolinę Kryniczanki od doliny Czarnego Potoku będącego jej dopływem. Grzbiet ten biegnie w południowo-wschodnim kierunku od Drabiakówki poprzez Przełęcz Krzyżową (ok. 770 m) i Krzyżową po Holicę (697 m). Ma dwa wierzchołki: 809 i 812 m; wyższy jest wierzchołek południowo-wschodni.
Krzyżowa jest niemal całkowicie zalesiona. Bezleśna, zajęta przez zabudowania Krynicy jest tylko dolna część jej stoków nad Kryniczanką. Prowadzą przez nią 2 szlaki turystyczne, częściowo wspólnie, częściowo różnymi ścieżkami.

## Szlaki turystyczne
niebieski: Krynica – Krzyżowa – Przełęcz Krzyżowa – Drabiakówka – Runek
 żółty: Krynica – Krzyżowa – Przełęcz Krzyżowa – Drabiakówka – Kopciowa